# Senador La Rocque
Pour les articles homonymes, voir Senador.
Senador La Rocque est une municipalité brésilienne située dans l'État du Maranhão.